# Kiribati i olympiska sommarspelen 2016
Kiribati deltog med tre deltagare vid de olympiska sommarspelen 2016 i Rio de Janeiro. Ingen av landets deltagare erövrade någon medalj.

## Friidrott
Förkortningar
- Notera– Placeringar avser endast det specifika heatet.
- Q = Tog sig vidare till nästa omgång
- q = Tog sig vidare till nästa omgång som den snabbaste förloraren eller, i fältgrenarna, genom placering utan att nå kvalgränsen
- NR = Nationellt rekord
- N/A = Omgången fanns inte i grenen
- Bye = Idrottaren behövde inte tävla i omgången

Bana och väg
| Idrottare         | Gren                | Heat     | Heat      | Kvartsfinal      | Kvartsfinal      | Semifinal        | Semifinal        | Final            | Final            |
| Idrottare         | Gren                | Resultat | Placering | Resultat         | Placering        | Resultat         | Placering        | Resultat         | Placering        |
| ----------------- | ------------------- | -------- | --------- | ---------------- | ---------------- | ---------------- | ---------------- | ---------------- | ---------------- |
| John Ruuka        | Herrarnas 100 meter | 11,65    | 6         | Gick inte vidare | Gick inte vidare | Gick inte vidare | Gick inte vidare | Gick inte vidare | Gick inte vidare |
| Karitaake Tewaaki | Damernas 100 meter  | 14,70    | 8         | Gick inte vidare | Gick inte vidare | Gick inte vidare | Gick inte vidare | Gick inte vidare | Gick inte vidare |